# Plochionus timidus
Plochionus timidus är en skalbaggsart som beskrevs av Samuel Stehman Haldeman 1843. Plochionus timidus ingår i släktet Plochionus och familjen jordlöpare. Inga underarter finns listade i Catalogue of Life.